# História de Porto Rico

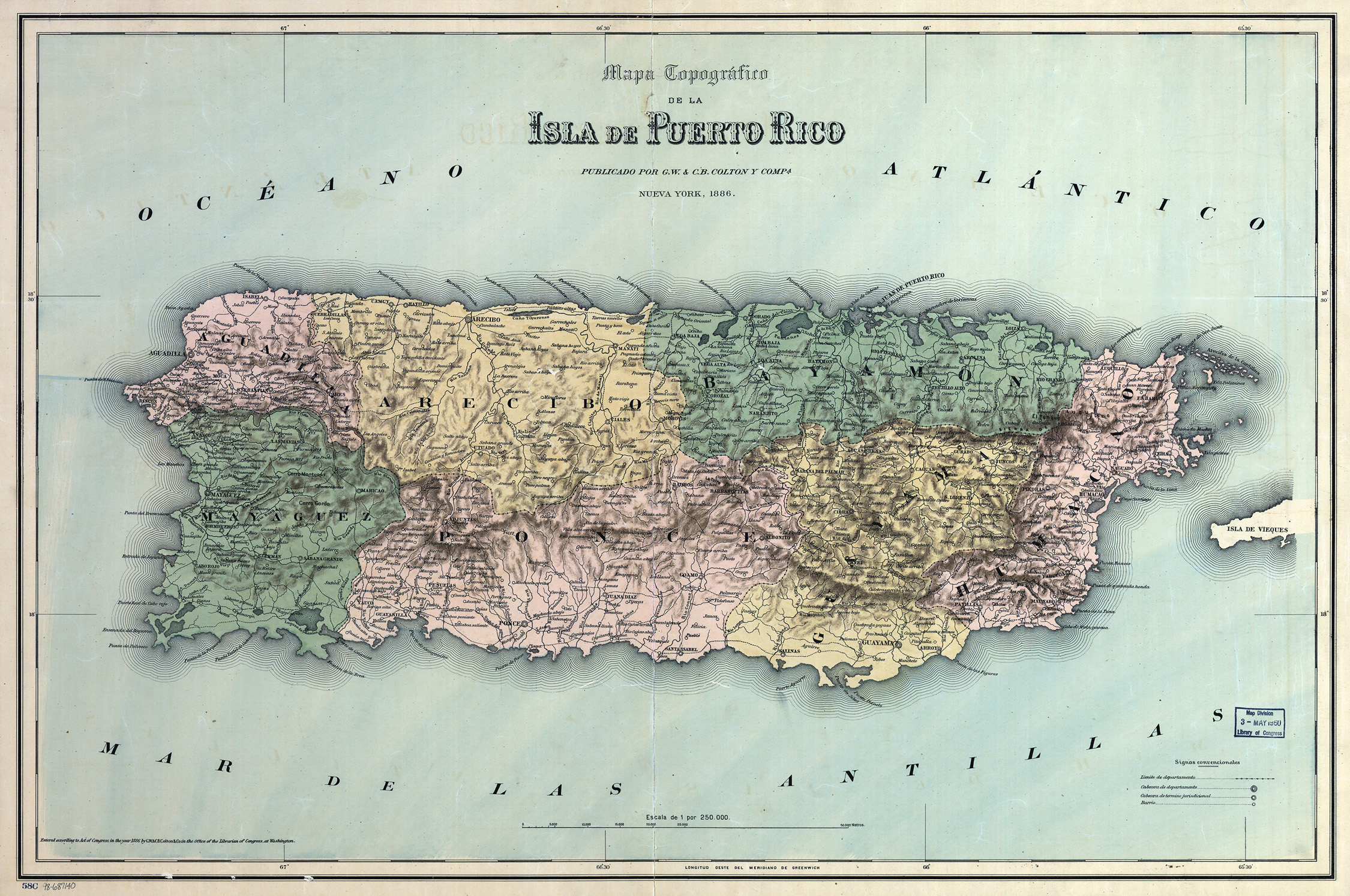
Mapa dos departamentos de Porto Rico durante o domínio espanhol (1886)

A história de Porto Rico começou com o assentamento do arquipélago pelo povo ortoiroide entre 3000 e 2000 a.C. Na época da chegada de Cristóvão Colombo ao Novo Mundo em 1492, a cultura indígena dominante era a dos taínos, que quase foram dizimados na segunda metade do século XVI por causa das novas doenças infecciosas transportadas pelos europeus, a exploração de colonos espanhóis e por guerras.
Localizado no nordeste do Caribe, Porto Rico formou uma parte fundamental do Império Espanhol desde os primeiros anos de exploração, conquista e colonização do Novo Mundo. A ilha foi uma grande postagem militar durante muitas guerras entre a Espanha e outras potências europeias para o controle da região nos séculos XVI, XVII e XVIII. A mais pequena das Grandes Antilhas, Porto Rico foi um trampolim na passagem da Europa para Cuba, México, América Central e os territórios do norte da América do Sul. Durante a maior parte do século XIX até a conclusão da Guerra Hispano-Americana, Porto Rico e Cuba foram as duas últimas colônias espanholas no Novo Mundo; eles serviram como avanços finais da Espanha em uma estratégia para recuperar o controle dos territórios das ilhas, a Coroa espanhola reviveu o Real Decreto de Graças de 1815. O decreto foi impresso em espanhol, inglês e francês para atrair europeus, com a esperança de que os movimentos de independência perderiam sua popularidade e força com a chegada de novos colonos. A terra livre foi oferecida àqueles que queriam povoar as ilhas com a condição de que jurem sua lealdade à Coroa espanhola e fidelidade à Igreja Católica Romana.
Em 1898, durante a Guerra Hispano-Americana, Puerto Rico foi invadido e posteriormente se tornou uma possessão dos Estados Unidos. Os primeiros anos do século XX foram marcados pela luta para obter maiores direitos democráticos. A Lei Foraker de 1900, que estabeleceu um governo civil, e a Lei Jones de 1917, que tornava os porto-riquenhos cidadãos dos Estados Unidos, prepararam o caminho para a redação da Constituição de Porto Rico e sua aprovação pelo Congresso e eleitores do porto-riquenhos em 1952. No entanto, o estatuto político de Porto Rico, uma Commonwealth controlada pelos Estados Unidos, continua a ser uma anomalia.

## Era Pré-colombiana
A história antiga do arquipélago, conhecido hoje como Porto Rico não é bem conhecida. Ao contrário de algumas outras culturas indígenas do novo mundo (astecas e incas) cujo povo deixou para trás a abundante evidência arqueológica e física das suas sociedades, a população indígena de Porto Rico deixou evidências e artefatos escassos. Os estudos de acadêmias espanholas do início da era colonial e escassos achados arqueológicos constituem a base de conhecimento sobre eles. O primeiro livro abrangente sobre a história de Porto Rico, foi escrito por Frei Iñigo Abbad y Lasierra em 1786, quase três séculos após os primeiros espanhóis chegaram na ilha.
Os primeiros colonizadores foi o povo Ortoiroide, uma cultura do período arcaico de caçadores e pescadores ameríndios que migraram do continente sul-americano. Alguns estudiosos sugerem que o seu povoamento remonta 4000 anos. Uma escavação arqueológica na ilha de Vieques em 1990 encontrou os restos de um homem, que foi datado de cerca de 2000 a.C. O povo ortoiroide foi deslocado pelo Saladoides, uma cultura da mesma região que chegou na ilha entre 430 e 250 a.C.
A tribo Igneri migrou para Porto Rico, entre 120 e 400 d.C. da região do rio Orinoco, no norte da América do Sul. Os Arcaicos e os Igneris coexistiam na ilha entre os séculos IV e X.
Entre os séculos VII e XI, a cultura Taíno se desenvolveu na ilha. Por cerca de 1000 d.C., tornou-se dominante. No momento da chegada de Colombo, estima-se que 30 000 a 60 000 ameríndios Taíno, liderados pelo cacique (chefe) Agüeybaná, habitavam a ilha. Chamavam-lhe Boriken, significando "a terra grande do valente e nobre senhor." os nativos viviam em pequenas aldeias, cada uma liderada por um cacique. Eles subsistiam através da caça e da pesca, feita geralmente por homens, bem como pela coleta e processamento de frutas e raiz de mandioca indígena pelas mulheres. Isso durou até a chegada do explorador Cristóvão Colombo em 1493.

## Colônia espanhola (1493-1898)

### Conquista e povoamento
Quando Cristóvão Colombo chegou em Porto Rico durante a sua segunda viagem em 19 de novembro de 1493, a ilha era habitada pela tribo Taíno. Eles chamam de Borikén. Colombo deu o nome à ilha de San Juan Bautista, em honra do santo católico, João Batista. Tendo relatado os resultados de sua primeira viagem, Colombo trouxe com ele desta vez uma carta do Rei Ferdinando, alavancada por uma bula papal que o autorizava a qualquer curso de acção necessária para a expansão do Império espanhol e a fé cristã. Juan Ponce de León, fundou o primeiro assentamento espanhol, Caparra, em 8 de agosto de 1508. Mais tarde serviu como o primeiro governador da ilha. Eventualmente, comerciantes e outros visitantes marítimos vieram a se referir a toda a ilha como Porto Rico, e San Juan tornou-se o nome do principal porto de comércio/transporte.
No início do século XVI, o povo espanhol começou a colonizar a ilha. Apesar das leis de Burgos de 1512 e outros decretos para a proteção da população indígena, alguns índios taínos foram forçados em um sistema de encomienda de trabalhos forçados nos primeiros anos da colonização. A população sofreu extremamente altas fatalidades de epidemias de doenças infecciosas trazidas pelos europeus.

### Colonização
Em 1520, rei Carlos I da Espanha emitiu um Decreto Real coletivamente emancipando a população remanescente dos Taínos. A essa altura, os taínos eram poucos em número. Escravos africanos já tinham começado a compensar a perda de mão de obra nativa, mas os números foram proporcionais ao interesse comercial diminuído que Espanha logo começou a demonstrar péla colônia. Outro nas proximidades de ilhas, como Cuba, Saint-Domingue e Guadalupe, atraiu mais do comércio de escravos do que Porto Rico, provavelmente por causa de interesses agrícolas maiores aquelas ilhas, em que os colonos tinham desenvolvido plantações de açúcar grande e tinha o capital para investir no comércio de escravos do Atlântico.
Desde o início, a administração colonial dependia fortemente a indústria de escravos africanos e crioulos negros para obras públicas e defesas, principalmente em portos costeiros e cidades, onde a pequena população colonial se tinha fixado. Sem significativas indústrias ou produção agrícola em grande escala ainda, comunidades escravizadas e livres reunidas em volta de alguns assentamentos litorais, particularmente em torno de San Juan, também formando comunidades de Afro-crioulo duradouras. Entretanto, no interior da ilha, tinha-se desenvolvido um campesinato misto e independente que se baseava numa economia de subsistência. Essa população na sua maioria sem supervisão fornecia aldeias e assentamentos com géneros alimentícios e, em relativo isolamento, estabelecendo o padrão para o que mais tarde seria conhecido como a cultura Jíbaro. No final do século XVI, o Império espanhol foi diminuindo e, face ao crescente de ataques de concorrentes europeus, a administração colonial das Américas caiu numa "mentalidade de bunker". Estrategistas imperiais e planejadores urbanos redesenharam  portos e assentamentos em postos militares, com o objetivo de proteger reivindicações territoriais espanholas e garantir a passagem segura das frotas do rei pelo Oceano Atlântico até à Península Ibérica. San Juán serviu como um importante porto de escala para navios impulsionados pelos poderosos ventos de comércio pelo Atlântico. As Frotas das Índias, ligando a Espanha até à ilha, navegando entre Cádiz e as Índias espanholas. A sede de governo da colônia fixou-se na ilha de San Juan e por um tempo se tornou um dos assentamentos mais fortificados no Caribe espanhol ganhando o nome da "cidade murada". Hoje, o ilhéu é ainda pontilhado com várias fortalezas e muralhas, tais como La Fortaleza, Castillo San Felipe del Morro e Castillo San Cristóbal, projetado para proteger a população e o porto estratégico de San Juan das incursões dos concorrentes europeus.
Em 1625, na Batalha de San Juan, o comandante neerlandês Boudewijn Hendricksz testou os limites das defesas como ninguém antes. Aprendendo com falhas anteriores de Francis Drake, ele contornou os canhões do Castelo de San Felipe del Morro e trouxe rapidamente os seus 17 navios para a Baía de San Juan. Em seguida ocupou o porto e atacou a cidade, enquanto a população se apressou em direcção ao abrigo atrás do fosso do Morro e das altas muralhas. Historiadores consideram este evento o pior ataque em San Juan. Embora os holandeses tenham ateado fogo na vila, eles não conseguiram conquistar o Morro, e suas baterias bateram as suas tropas e navios até Hendricksz considerar a causa perdida. A expedição de Hendricksz eventualmente ajudou a impulsionar uma maior fortificação. Construções de defesas para a colina de San Cristóbal em breve foram ordenadas a fim de impedir o desembarque de invasores fora do alcance da artilharia do Morro. O planejamento urbano respondeu às necessidades de manter a colônia nas mãos dos espanhóis.

### Fim da era colonial
Durante o final do século XVI e início do século XVII, Espanha concentrou os seus esforços coloniais nas mais prósperas colônias do continente americano e caribenho. Com o advento da dinastia Bourbon na Espanha em 1700, a ilha de Porto Rico começou uma mudança gradual de tendência mais imperialista. Mais estradas começaram conectando aglomerações no interior anteriormente isoladas para cidades litorâneas, e assentamentos costeiros como Arecibo, Ponce e Mayaguez começaram a adquirir importância própria, separando-se de San Juan. No final do século XVIII, os navios mercantes de uma matriz de nacionalidades ameaçaram os regulamentos apertados do sistema mercantilista, que transformou cada colônia unicamente em direção a metrópole Europeia e contato limitado com outras nações. Navios dos EUA chegaram a superar o comércio espanhol e com isso veio também a exploração dos recursos naturais da ilha. Negreiros, que tinham feito poucas paragens na ilha antes, começaram a vender mais africanos escravizados para aumentar o tamanho das plantações de café e açúcar. O número crescente de guerras Atlânticas em que as ilhas do Caribe tiveram funções importantes, como a Guerra da Orelha de Jenkins, a Guerra dos Sete Anos e as Revoluções do Atlântico, demonstrando a importância crescente de Porto Rico aos olhos de Madrid. Quando os movimentos de independência nas grandes colônias espanholas obtiveram sucesso, novas ondas de imigrantes crioulos começaram a chegar em Porto Rico, ajudando a inclinar o equilíbrio político da ilha, em direção a coroa.
Em 1809, para fixar seu vínculo político com a ilha e a meio da Guerra Peninsular, a Junta Central suprema baseada em Cádiz reconheceu Porto Rico como uma província ultramarina da Espanha. Isto deu o direito aos moradores da ilha de eleger representantes para o Parlamento espanhol recentemente convocado (Cortes de Cádiz), ficando estes com uma representatividade ao nível da continental Ibérica, Mediterrâneo (Ilhas Baleares) e províncias espanholas marítimas atlânticas (Ilhas Canárias).
Ramón Power y Giralt, o primeiro representante parlamentar espanhol da ilha de Porto Rico, morreu depois de cumprir um mandato de três anos nas cortes. Estas normas constitucionais e parlamentares estiveram em vigor, de 1810 a 1814 e novamente de 1820 a 1823, e foram revertidas duas vezes durante a restauração da monarquia tradicional por Ferdinando VII. Imigração e reformas das trocas comerciais no século XIX aumentaram a população europeia da ilha e expandiram a sua economia imprimindo um maior cunho espanhol ao carácter cultural e social local da ilha.
Pequenas revoltas de escravos tinham ocorrido na ilha ao longo dos anos, com a revolta planejada e organizada por Marcos Xiorro, em 1821, sendo das mais importantes. Mesmo que a conspiração tenha sido mal sucedida, Xiorro alcançou status lendário e faz parte do folclore do Porto Rico.

### Políticas liberais
No início do século XIX, o Porto Rico gerou um movimento de independência que, devido à dura perseguição pelas autoridades espanholas, reuniu-se na ilha de Saint Thomas. O movimento foi em grande parte inspirado os ideais de Simón Bolívar no estabelecimento das Províncias Unidas da Nova Granada, que incluía a Porto Rico e Cuba. Entre os membros influentes deste movimento estavam o Brigadeiro Antonio Valero de Bernabé e María de las Mercedes Barbudo. O movimento foi descoberto e o governador Miguel de la Torre mandou prender ou exilar os seus membros.
Com o crescimento cada vez mais rápido das independências de ex-colônias espanholas na América do Sul e América Central, na primeira parte do século XIX, a coroa espanhola considerou Porto Rico e Cuba de importância estratégica. Para aumentar a sua influência nas suas duas últimas colônias do novo mundo, a coroa espanhola renovou o Real Decreto de Graças de 1815 em consequência do quais 450 000 imigrantes, principalmente espanhóis, se estabeleceram na ilha até a conquista americana. Impresso em três línguas — espanhol, inglês e francês — foi destinado a atrair também não-europeus da Espanha, com a esperança de que os movimentos de independência perderiam sua popularidade se novos colonos tivessem fortes laços com a coroa. Centenas de famílias não espanholas, principalmente da Córsega, França, Alemanha, Irlanda, Itália e Escócia, também emigraram para a ilha.
Terras grátis foram oferecidas como um incentivo para aqueles que queriam preencher as duas ilhas, na condição de que eles jurassem lealdade à coroa espanhola e fidelidade à Igreja Católica Apostólica Romana. A oferta foi muito bem sucedida, e imigração europeia continuou mesmo depois de 1898. Porto Rico ainda hoje recebe imigrantes espanhóis e europeus.
Pobreza e distanciamento político com a Espanha levou a uma revolta pequena mas significativa em 1868, conhecido como Grito de Lares. Tudo começou na cidade rural de Lares, mas foi subjugado quando os rebeldes mudaram-se para a cidade vizinha de San Sebastián.
Os líderes deste movimento de independência incluíram Ramón Emeterio Betances, considerado o "pai" do movimento de independência de Porto Rico e outras figuras políticas como Segundo Ruiz Belvis. A escravidão foi abolida em Porto Rico em 1873.
Os líderes do Grito de Lares exilaram-se na cidade de Nova York. Muitos se juntaram ao comitê revolucionário dos Porto-Riquenhos, fundado em 8 de dezembro de 1895 e continuaram sua busca pela independência de Porto Rico. Em 1897, Antonio Mattei Lluberas e os líderes locais do movimento de independência em Yaúca organizaram outra revolta, que ficou conhecida como a Intentona de Yauco. Criaram o que eles chamaram o sinalizador porto-riquenho, que foi adotado como a bandeira nacional. As facções políticas conservadoras locais opuseram-se à independência. As autoridades espanholas locais agiram rapidamente e acabaram com o que seria a última revolta principal na ilha contra o governo colonial espanhol.
Em 1897, Luis Muñoz Rivera e outros persuadiram o governo liberal espanhol, que concordou em conceder autonomia limitada para a ilha por decreto real na carta autonômica, incluindo um parlamento bicameral. Em 1898, um governo de curta duração, quase autónomo, foi organizado como uma "província ultramarina" da Espanha. Esta carta foi assinada bilateralmente por um governador nomeado pelo rei de Espanha – que detinha o poder de anular qualquer decisão legislativa – e uma estrutura parlamentar parcialmente eleita. Em fevereiro, o governador-geral Manuel Macías inaugurou o novo governo sob a carta autonômica. As eleições gerais foram realizadas em março e o novo governo começou a funcionar em 17 de julho de 1898.

## Era Americana (1898-presente)

### Território não incorporado organizado dos Estados Unidos (1900-1952)
Em 25 de julho de 1898, durante a Guerra Hispano-Americana, os Estados Unidos invadiram Porto Rico. Como resultado da guerra, a Espanha cedeu Porto Rico, junto com as Filipinas e Guam, então sob soberania espanhola, para os Estados Unidos sob o Tratado de Paris. Espanha cedeu a soberania sobre Cuba, e, mais tarde, Cuba tornou-se independente.
Os Estados Unidos e Porto Rico começaram um relacionamento de longa data da metrópole-colônia. No início do século XX, Porto Rico foi governado pelos militares, com funcionários, incluindo o governador nomeado pelo Presidente dos Estados Unidos. A Lei Foraker de 1900 deu a Porto Rico uma certa medida de governo civil popular, incluindo uma câmara eleita. O Senado e o governador foram nomeados pelos Estados Unidos. Na época, os EUA não tinham senadores eleitos pelo voto popular. Até a aprovação da décima sétima emenda em 1913, a maioria dos senadores dos Estados Unidos eram eleitos pelos seus respectivos órgãos legislativos locais.
Seu sistema judicial foi construído para seguir o sistema jurídico americano; estabeleceram-se um Supremo Tribunal de Porto Rico e um Tribunal de comarca dos Estados Unidos para o território. Foi autorizado um membro sem direito a voto do Congresso, com o título de "Comissário Residente", que e foi nomeado. Além disso, esta lei estendeu todas as leis dos Estados Unidos "não localmente inaplicáveis" a Porto Rico, especificando, nomeadamente, isenção de leis da receita federal dos Estados Unidos.
A lei de poderes do governo civil foi feita para legislar sobre "todos os assuntos de carácter legislativo não localmente inaplicável," incluindo o poder de modificar e revogar as leis então em existência em Porto Rico, embora o Congresso dos EUA manteve o poder de anular atos do legislador de Porto Rico. Durante um endereço para o legislador porto-riquenho, em 1906, o Presidente Theodore Roosevelt recomendou que os Porto-Riquenhos tornassem-se cidadãos dos Estados Unidos.
Em 1914, os delegados porto-riquenhos votaram por unanimidade a favor da independência dos Estados Unidos, mas esta foi rejeitada pelo Congresso americano como "inconstitucional" e em violação da Lei Foraker de 1900.

### Cidadania americana e cidadania porto-riquenha
Em 1917, o Congresso dos EUA aprovou a Lei Jones-Shafroth, popularmente chamada de Lei Jones, que concedeu aos porto-riquenhos cidadania americana. A oposição, que incluía todos os delegados porto-riquenhos, que votaram por unanimidade contra a lei, disse que a cidadania foi imposta provavelmente para alistar porto-riquenhos no exército durante a entrada americana na Primeira Guerra Mundial.
A mesma lei tinha previsto um Senado eleito popularmente para completar uma assembleia legislativa bicameral, bem como uma declaração de direitos. Autorizou a eleição popular do Comissário residente para um mandato de quatro anos.
Desastres naturais, incluindo um grande terremoto e um tsunami em 1918, vários furacões, e a Grande Depressão empobreceram a ilha durante as primeiras décadas sob o governo dos EUA. Alguns líderes políticos, tais como Pedro Albizu Campos, que liderou o partido nacionalista de Porto Rico, exigiam a mudança nas relações com os Estados Unidos. Ele organizou um protesto na Universidade de Porto Rico em 1935, em que quatro pessoas foram mortas pela polícia.
Em 1936, o senador americano Millard Tydings apresentou um projeto de apoiar a independência de Porto Rico, mas ele se opôs por Luis Muñoz Marín do Partido Liberal de Porto Rico. Tydings tinha co-patrocinado a lei Tydings–McDuffie, que previa a independência às Filipinas após uma transição de 10 anos sob uma autonomia limitada. Todos os porto-riquenhos apoiaram o projeto de lei, mas Muñoz Marín se opôs. Tydings teve o projeto de lei aprovado.
Em 1937, o partido de Albizu Campos organizou um protesto no qual numerosas pessoas foram mortas pela polícia em Ponce. A Polícia Insular, semelhante à Guarda Nacional, abriu fogo contra cadetes desarmados e espectadores iguais. O ataque contra manifestantes desarmados foi relatado pelo congressista dos EUA, Vito Marcantonio e confirmado pelo relatório da Comissão Hays, que investigou os acontecimentos.  A Comissão foi liderada por Arthur Garfield Hays, da União Americana pelas Liberdades Civis.
Dezenove pessoas foram mortas e mais de 200 foram gravemente feridos, muitos em suas costas enquanto a fugir. A Comissão Hays declarou que foi uma ação de massacre, e desde então tem sido conhecido como o massacre de Ponce. Na sequência, em 2 de abril de 1943, Tydings apresentou um projeto de lei no Congresso pedindo a independência de Porto Rico. Esta lei foi finalmente derrotada.
Durante os últimos anos das administrações dos presidentes americanos Frankilin Roosevelt e Harry Truman, o controle interno foi alterado em um compromisso alcançado com Luis Muñoz Marín e outros líderes porto-riquenhos. Em 1946, o Presidente Harry Truman nomeou o primeiro governador nascido em Porto Rico, Jesús T. Piñero.
Desde 2007, a Secretaria de Estado de Porto Rico desenvolveu um protocolo para emitir certificados de cidadania porto-riquenha. Para serem elegíveis, os candidatos devem terem sido nascidos em Porto Rico; nascidos fora de Porto Rico, nascido de um pai porto-riquenho; ou ser um cidadão americano com residência em pelo menos um ano em Porto Rico.

### Território organizado e não incorporado dos Estados Unidos com uma Constituição de Commonwealth (1952-presente)
Em 1947, os EUA deram aos porto-riquenhos o direito de eleger democraticamente seu próprio governador. Em 1948, Luis Muñoz Marín se tornou o primeiro governador eleito popularmente de Porto Rico.
Um projeto de lei foi apresentado perante o Senado de Porto Rico que iria restringir os direitos da independência e movimentos nacionalistas na ilha. O Senado na época era controlado pelo Partido Democrático Popular (PPD) e foi presidido por Luis Muñoz Marín. O projeto de lei, também conhecido como a Lei da Mordaça (Ley de la Mordaza em espanhol), foi aprovado pela Assembleia Legislativa em 21 de maio de 1948, o que tornou ilegal a exibir uma bandeira de Porto Rico, para cantar uma música pró-independência, falar de independência, ou fazer campanha política pela independência.
O projeto de lei, que se assemelhava a Lei Smith aprovada nos Estados Unidos, foi assinado e transformado em lei em 10 de junho de 1948, pelos EUA, nomeado governador de Porto Rico, Jesús T. Piñero e tornou-se conhecida como "Lei 53".
Nos termos desta lei, seria um crime para imprimir, publicar, vender, expor, organizar ou ajudar alguém a organizar qualquer sociedade, grupo ou conjunto de pessoas cujas intenções são para paralisar ou destruir o governo insular. Alguém acusado e condenado por desobedecer a lei poderia ser condenado a dez anos de prisão, ou ser multado em $ 10 000 dólares americanos. De acordo com o Dr. Leopoldo Figueroa, um membro da Câmara dos Representantes de Porto Rico, a lei foi repressiva e violando a primeira emenda da Constituição dos EUA, que garante a liberdade de expressão. Ele afirmou que a lei como tal foi uma violação dos direitos civis das pessoas de Porto Rico. A lei foi revogada em 1957.
Em 1950, o Congresso dos EUA aprovou a Lei 600 de Direito Público, o que permitiu um referendo democrático em Porto Rico para determinar se os Porto Riquenhos desejam elaborar sua própria Constituição local. Esta lei era para ser aprovada na "natureza de um compacto". Foi necessária a aprovação do Congresso de Porto Rico, antes que pudesse entrar em vigor e revogar certas seções da lei orgânica de 1917. As seções deste Estatuto em vigor tinham direito a lei Federal de relações dos Porto Riquenhos. O Secretário do Interior dos EUA, Oscar L. Chapman, sob cujo departamento residia a responsabilidade dos assuntos porto-riquenho, esclareceu o novo status da Comunidade desta forma: O projeto de lei (para permitir que Porto Rico escreva a sua própria Constituição) autoriza apenas o povo de Porto Rico adotar sua própria constituição e organizar um governo local... O projeto de lei em apreciação não mudaria a relação política, social e econômica de Porto Rico para os Estados Unidos.
Em 30 de outubro de 1950, Pedro Albizu Campos e outros nacionalistas lideraram uma revolta de três dias contra os Estados Unidos em várias cidades e vilas de Porto Rico, no que ficou conhecido como as Revoltas dos Partidos Nacionalistas Porto-riquenhos dos anos 50. As mais notáveis ocorreu em Jayuya e Utuado. Na Revolta de Jayuya, o governador porto-riquenho declarou lei marcial e atacou os insurgentes em Jayuya com infantaria, artilharia e bombardeiros sob o controle do comandante porto-riquenho. A revolta em Utuado culminou no que ficou conhecido como o massacre de Utuado.
No dia 1 de novembro de 1950, nacionalistas porto-riquenhos de Nova York, Griselio Torresola e Oscar Collazo, tentaram assassinar o Presidente Harry Truman em sua residência temporária de Blair House. Torresola foi morto durante o ataque, mas Collazo foi ferido e capturado. Ele foi condenado à morte, mas o Harry Truman comutou sua sentença à prisão perpétua. Depois, Collazo ficou 29 anos em uma prisão federal, até que o presidente Jimmy Carter comutou sua pena e ele foi libertado em 1979.
Don Pedro Albizu Campos ficou por muitos anos em uma prisão federal em Atlanta, acusado de uma conspiração sediciosa para derrubar o governo dos EUA em Porto Rico.
A constituição de Porto Rico foi aprovada por uma Assembleia Constituinte em 6 de fevereiro de 1952 e 82% dos eleitores em um referendo de março. Foi modificada e ratificada pelo Congresso americano, aprovada pelo Harry Truman em 3 de julho do mesmo ano e proclamado pelo governador Muñoz Marín no dia 25 de julho de 1952. Este foi o aniversário de 25 de julho de 1898, chegada das tropas americanas na campanha de Porto Rico da guerra hispano-americana, até então celebrado como um feriado anual de Porto Rico.
Porto Rico adotou o nome de Estado Libre Associado de Porto Rico, oficialmente traduzido para o inglês como Commonwealth, para seu corpo político. "O Congresso dos Estados Unidos legisla sobre muitos aspectos fundamentais da vida porto-riquenho, incluindo a cidadania, a moeda, os correios, política externa, defesa militar, comunicações, relações trabalhistas, o meio ambiente, comércio, finanças, saúde e bem-estar e muitos outros."
Durante as décadas de 1950 e 1960, Porto Rico experimentou rápida industrialização, devido em grande parte a Operación Manos a la Obra, uma ramificação do New Deal de Franklin Roosevelt. Pretendia-se transformar a economia de Porto Rico de uma economia agrária para industrializada gerando mais empregos. Porto Rico tornou-se um importante destino turístico, bem como um centro global de produção farmacêutica.
Realizaram-se quatro plebiscitos desde o fim do século XX para resolver o status político. O mais recente, em 2012, mostrou uma maioria (54% dos eleitores) em favor de uma mudança de situação, com um estado de completo a opção preferencial, mas foi altamente controverso: muitas cédulas foram deixadas em branco e os resultados foram criticados por vários partidos. O apoio ao partido que quer que Porto Rico seja o 51º estado americano, o Partido Novo Progressista (PNP), e o partido que apoia o status de commonwealth, o Partido Popular Democrático (PPD), continuam a ser aproximadamente iguais. O único partido independentista registrado, O Partido da Independência de Porto Rico (PIP), recebe geralmente 3-5% dos votos eleitorais.